# 3176 Paolicchi
Paolicchi (asteróide 3176) é um asteróide da cintura principal com um diâmetro de 33,94 quilómetros, a 2,7869046 UA. Possui uma excentricidade de 0,0305995 e um período orbital de 1 780,42 dias (4,88 anos).
Paolicchi tem uma velocidade orbital média de 17,56642207 km/s e uma inclinação de 18,12356º.
Este asteróide foi descoberto em 13 de Novembro de 1980 por Zoran Knežević.